# Medalles del Cercle d'Escriptors Cinematogràfics de 2007
La cerimònia de lliurament de les medalles del Cercle d'Escriptors Cinematogràfics de 2007 va tenir lloc el 21 de gener de 2008 al Cine Palafox de Madrid i fou presentada pels actors Paula Echevarría i Fernando Cayo. Va comptar amb el patrocini de la Comunitat de Madrid, l'EGEDA i TVE.
Els premis tenien per finalitat distingir als professionals del cinema espanyol i estranger pel seu treball durant l'any 2007. Es van concedir un total de 16 premis; s'unifiquen definitivament a la labor periodística i literària i es crea un nou premi als documentals. Es va concedir un premi homenatge a l'actriu Aurora Bautista. La pel·lícula amb més guardons de la nit va ser Luz de domingo de José Luis Garci, que va guanyar quatre medalles (millor actor, actor secundari, guió adaptat, i fotografia). Es va imposar a l'altra favorita, Siete mesas de billar francés de Gracia Querejeta, que només en va obtenir dos (millor pel·lícula i actriu).
Després del lliurament de medalles es va projectar en primícia la pel·lícula La vida sense la Grace de James C. Strouse, en versió original.

## Pel·lícules candidates
| Pel·lícula                    | Nominacions | Premis |
| ----------------------------- | ----------- | ------ |
| Siete mesas de billar francés | 9           | 2      |
| Mataharis                     | 8           | 2      |
| L'orfenat                     | 8           | 3      |
| Luz de domingo                | 7           | 4      |
| Bajo las estrellas            | 5           | 0      |
| La soledad                    | 4           | 1      |
| Ladrones                      | 2           | 0      |
| REC                           | 2           | 0      |
| Fados                         | 2           | 0      |
| La zona                       | 1           | 0      |
| Pudor                         | 1           | 0      |
| Las 13 rosas                  | 1           | 0      |
| Lola, la película             | 1           | 0      |
| Invisibles                    | 1           | 0      |
| El productor                  | 1           | 0      |
| Las alas de la vida           | 1           | 0      |

## Premis per categoria
| Millor pel·lícula | Millor direcció |  |
| --- | --- |  |
| - Siete mesas de billar francés - La soledat - L'orfenat - Mataharis | - Jaime Rosales per La soledat - Juan Antonio Bayona per L'orfenat - Gracia Querejeta per Siete mesas de billar francés - Icíar Bollaín per Mataharis                                                                  |  |
| Millor actor protagonista | Millor actriu protagonista |  |
| - Alfredo Landa per Luz de domingo - Alberto San Juan per Bajo las estrellas - Juan José Ballesta per Ladrones - Tristán Ulloa per Mataharis                                                                            | - Maribel Verdú per Siete mesas de billar francés - Belén Rueda per L'orfenat - Blanca Portillo per Siete mesas de billar francés - Najwa Nimri per Mataharis                                                          |  |
| Millor actor secundari | Millor actriu secundària |  |
| - Carlos Larrañaga per Luz de domingo - Julián Villagrán per Bajo las estrellas - Manuel Galiana per Luz de domingo - Raúl Arévalo per Siete mesas de billar francés - Jesús Castejón per Siete mesas de billar francés | - María Vázquez per Mataharis - Amparo Baró per Siete mesas de billar francés - Nuria González per Mataharis - Kiti Mánver per Luz de domingo                                                                          |  |
| Millor guió original | Millor guió adaptat |  |
| - Icíar Bollaín i Tatiana Rodríguez per Mataharis - David Planell i Gracia Querejeta per Siete mesas de billar francés - Jaime Rosales i Enric Rufas i Bou per La soledat - Sergio G. Sánchez per L'orfenat             | - José Luis Garci i Horacio Valcárcel per Luz de domingo - Félix Viscarret per Bajo las estrellas - Tristán Ulloa per Pudor - Rodrigo Plá i Laura Santullo per La zona                                                 |  |
| Premi revelació | Millor fotografia |  |
| - Juan Antonio Bayona per L'orfenat - Félix Viscarret per Bajo las estrellas - Manuela Velasco per REC - Gala Évora per Lola, la película                                                                               | - Félix Monti per Luz de domingo - Óscar Faura per L'orfenat - David Azcano per Ladrones - José Luis López-Linares i Eduardo Serra per Fados                                                                           |  |
| Millor música | Millor muntatge |  |
| - Fernando Velázquez per L'orfenat - Mikel Salas per Bajo las estrellas - Pablo Cervantes per Luz de domingo - Roque Baños per Las 13 rosas                                                                             | - Elena Ruiz per L'orfenat - Nacho Ruiz Capillas per Siete mesas de billar francés - Nino Martínez Sosa per La soledat - Ángel Hernández Zoido per Mataharis - David Gallart per REC                                   |  |
| Millor pel·lícula estrangera | Millor documental |  |
| - La vida dels altres, de Florian Henckel von Donnersmarck - Once, de John Carney - Apocalypto, de Mel Gibson - Ratatouille, de Brad Bird                                                                               | - Carlos Saura per Fados - Mariano Barroso, Isabel Coixet, Fernando León de Aranoa, Javier Corcuera i Wim Wenders per Invisibles - Fernando Méndez-Leite Serrano per El productor - Toni Canet per Las alas de la vida |  |
| Medalla d'honor | |  |
| Aurora Bautista | |  |
| Medalla a la labor periodística i literària | |  |
| Josep Maria Caparrós Lera, crític, escriptor i historiador | |  |